# Holíčská svatyně

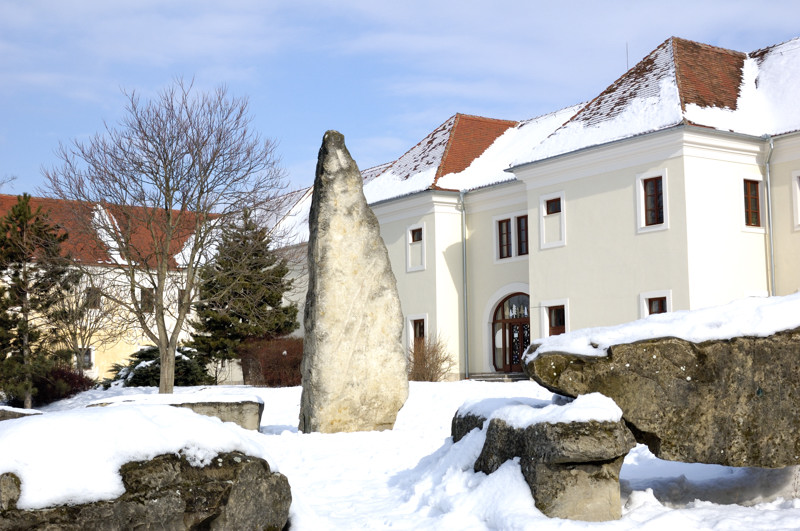
Lapidárium v Holíči

Holíčská svatyně (jiné názvy: Holíčský rondel (s megality), lidově Holičské Stonehenge) je archeologická lokalita v katastrálním území města Holíč v okrese Skalica. Archeologická lokalita je však sporná, protože část vědců popírá existenci rondelu a samotné megality (kameny) považuje za přírodní. Místo se zachovanými částmi u budovy bývalé manufaktury na výrobu holíčské keramiky je označováno jako Lapidárium v Holíči, Holíčské megality nebo Holíčské menhiry.

## Historie a popis
V roce 1988 byla v intravilánu města Holíč při výstavbě sídliště SNP v prostoru pod Kalváriou objevena pravěká svatyně. Soubor kultovních kamenů z ní je v současnosti umístěn v Lapidáriu v parku administrativní budovy Městského úřadu a Základní umělecké školy v Holíči. Vytváří zde sestavu ve tvaru kamenných slunečních hodin. Ve veřejnosti je znám především pod jménem Holíčské Stonehenge, jelikož mnohým připomíná právě tuto světoznámou anglickou pravěkou stavbu.

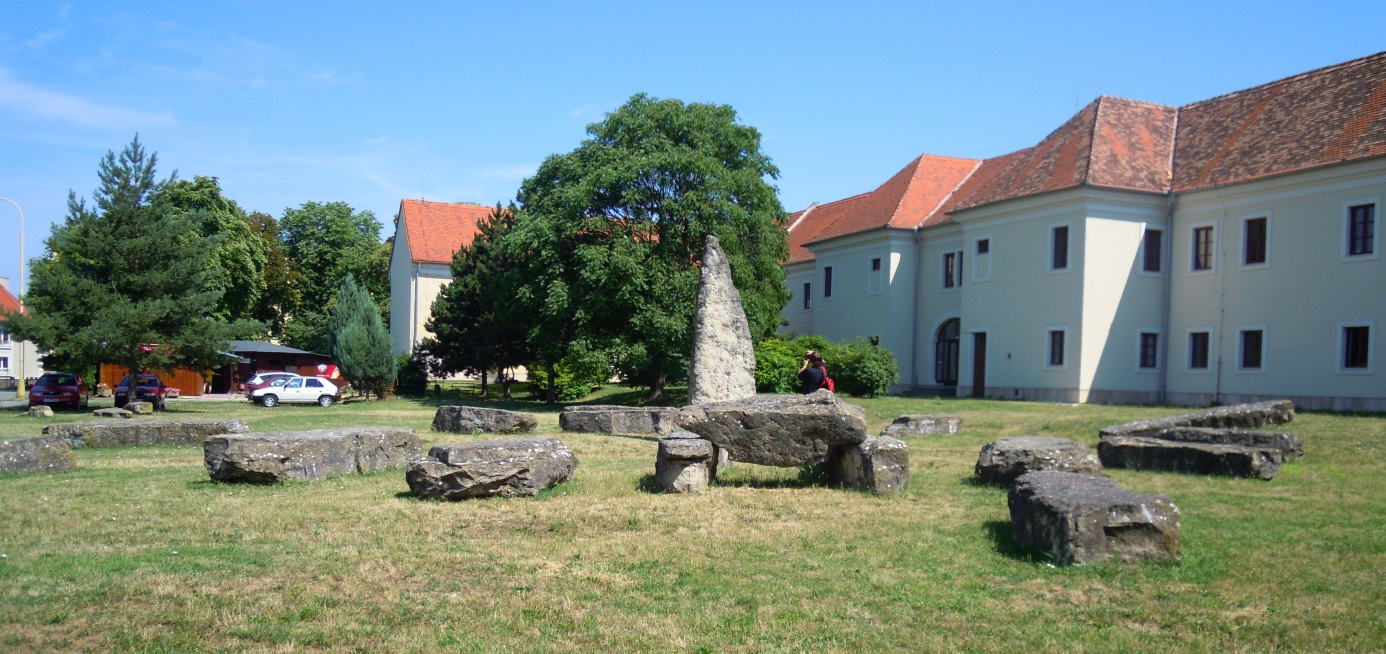
Kameny z Holíčské svatyně

Holíčská svatyně byla původně tvořena devíti stavbami, které byly umístěny na plochách zahloubených pod úroveň terénu a byly obklopeny hlubokými kruhovými příkopy, přičemž komplex devíti svatyň byl obehnán jedním společným kruhovým příkopem. Kameny v Lapidáriu v počtu 21 o rozměrech do výšky 6,8 m pocházejí z jedné z těchto devíti svatyň. V ní byly seřazeny ve dvou kruzích, v jejich středu byl největší kámen, v současnosti ústřední kámen v Lapidáriu. Větší kruh s 12 kameny měl průměr 23 metrů. V menším kruhu se nacházelo 8 kamenů. Část kamenů byla dekorovaná obrazy nástrojů a mytologickými scénami.

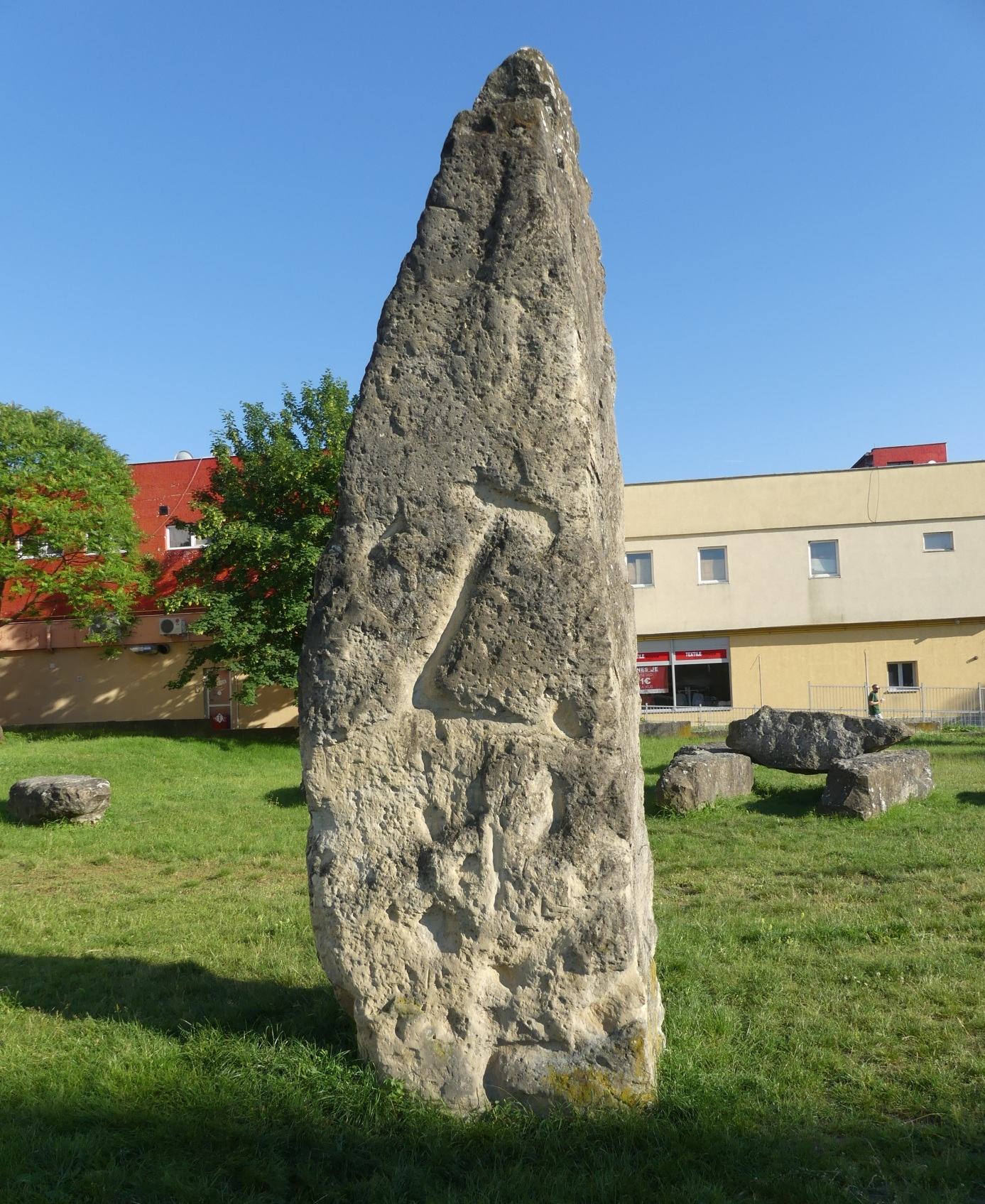
Kameny z Holíčské svatyně

Pravěké svatyně byly původně často tvořeny pouze příkopy a náspy, jejichž účelem bylo oddělit posvátné místo od ostatního světa. V západní Evropě se tamní kultovní místa ohraničená kruhovými valy a příkopy přeměnila na kultovní místa megalitického typu, tedy na objekty doplněné velkými kameny, často dopravenými z velké vzdálenosti. Ve střední a východní Evropě je dosud znám pouze jediný případ takové stavby a to zde v Holíči. Soubor kamenů z Holíčské pravěké svatyně je navíc cenný tím, že na jeho jednotlivých kamenech se nacházejí bohužel dnes už z velké části, z důvodu nedostatečné ochrany objektu, zničené kresby a plastiky, které představují různé nástroje, zvířata a postavy lidské podoby. Tyto kresby a plastiky jsou mimořádně cenným kulturním dědictvím a zdrojem poznatků k pravěké mytologii. Doposud byly zkoumány zejména jejich objevitelem, který o nich napsal několik knih. O Holíčské svatyni psalo několik dalších autorů v různých knižních publikacích.

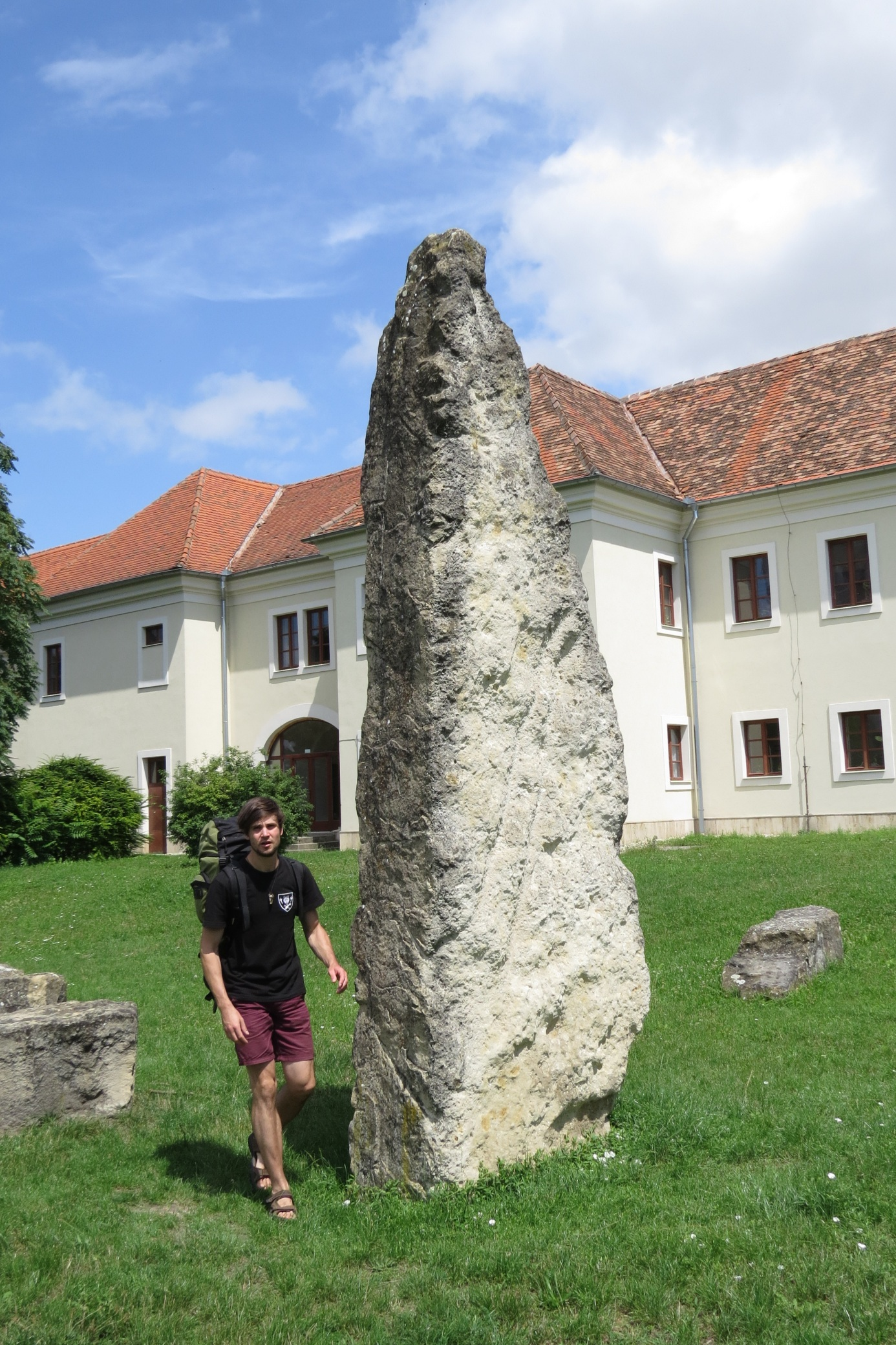
Kameny z Holíčské svatyně

V květnu roku 2004 lokalitu navštívil na pozvání ministerstva zahraničních věcí SR a Francouzského velvyslanectví na Slovensku významný francouzský specialista na prehistorii a megalitické památky Charles-Tanguy Le Roux z Francouzské akademie věd, který potvrdil pravost a správnost zařazení holičské svatyně do okruhu staveb megalitického typu. Charles-Tanguy Le Roux vystudoval archeologii, je autorem mnoha výzkumů a publikací na téma megalitické kultury, zejména v neolitu, a poradcem pro ministerstvo kultury v rámci památek Carnacu a jeho okolí. Pozitivně se k objevu svatyně vyjádřili mnozí zkušení slovenští archeologové, prof. Tatiana Štefanovičová v roce 2004 spolu se tehdejším velvyslancem Francouzské republiky na Slovensku pokřtila knihu PhDr. R. Iršu o Holíčské svatyni "Kameny pradávného času".
Stáří celého komplexu svatyň se odhaduje na cca 5 500 let. Kresby na kamenech jsou podle prof. Le Rouxe datované nejpozději do doby železné, přičemž samotná kamenná kultovní stavba je mnohem starší.
Lapidárium je na nynějším místě volně přístupné a navštěvované stovkami návštěvníků ze zahraničí a velkým počtem domácích turistů.